# Анатомия на човека
Анатомията (от гръцки: анатоме – „разсичам“, „разделям“) е общобиологична наука за строежа на човешкото тяло. Тя е дял от морфологията.

## Историческо развитие на анатомията
Интересът към устройството на човешкото тяло възниква у хората в дълбока древност, но до средата на 16 век те познават строежа на физическите и небесните тела много по-добре, от този на своите собствени. Тогава започват да се осъществяват методично дисекции на трупове с цел да се проучи тяхното устройство. По-рано подобна практика била категорично отхвърляна и забранена от господстващите етични норми и религиозни вярвания. Съществуващите тогава познания за строежа на човешкото тяло се основавали на наблюдения на животни и затова били неточни, а и много от тях и грешни.
Брабантския лекар Андреас Везалий (1514-1564), професор по анатомия в Падуанския университет, е първият, който поставя в основата на преподаването практически демонстрации на дисекции на човешки трупове за сметка на анализа на класически медицински текстове. През 1543 г. публикува постиженията си в книга със заглавие „Строежът на човешкото тяло“, която съдържа повече от триста подробни анатомични чертежи и схеми. Тя предизвиква голямо сътресение в тогавашните научни среди, защото открито се противопоставя на приетите дотогава теории. Този труд е изключително важна крачка за познание за човешкото тяло.
С течение на времето анатомичните изследвания се нормализират и към наблюденията с просто око, извършени при дисекции, се прибавят и наблюденията, осъществени с по-модерна техника. По-този начин се стига до много по-точно познание за устройството на човешкото тяло и за функциите на всяка от неговите системи. Това помага системите да се опознаят по-добре, да се определят различните видове тъкани, изграждащи органите, и строежът на най-простите му елементи – клетките.

## Клонове на анатомията
В зависимост от целта при изучаване на формата и строежа на човешкото тяло се различават 6 клона на анатомията – систематична, топографска, пластична, възрастова, патологична и сравнителна анатомия.

### Систематична анатомия
Систематичната анатомия изучава формата и структурата на човешкото тяло по органи и органни системи. Тя е основна в частните медицински науки. Тя има следните дялове:
- Артрология – изучава свързванията.
- Спланхнология (Висцерология) – изучава вътрешните органи.
- Анатомия на опорно двигателната система:
  - Остеология – изучава костите;
  - Миология – изучава мускулите.
- Анатомия на сърдечно-съдовата система.
- Анатомия на нервната система.
- Анатомия на сетивните органи.

### Топографска анатомия
Тя изучава строежа и структурата на човешкото тяло по области и слоеве, както и пространствените отношения между тях. Обслужва хирургията. Тя има следните дялове:
- Анатомия на главата.
- Анатомия на шията.
- Анатомия на трупа:
  - Анатомия на гръдната кухина;
  - Анатомия на коремната кухина;
  - Анатомия на тазовата кухина.
- Анатомия на гръдния крайник.
- Анатомия на тазовия крайник.

### Пластична анатомия
Пластичната анатомия изучава външните форми и линии на човешкото тяло, както и отношенията между тях при статично и различно динамично състояние. Изучава се от скулптори и художници.

### Възрастова анатомия
Изучава скулптурните особености на човешките органи в различни възрастови периоди от развитието му.

### Патологична анатомия
Изучава промените в структурата и органите на човешкото тяло в периода на тяхното разрушаване.

### Сравнителна анотомия
Изучава еволюцията в развитието на органите и системите при животните и човека.